# Atemptat de l'Hotel Monbar
L'atemptat de l'Hotel Monbar va ser un atac amb armes de foc perpetrat el 25 de setembre de 1985 pels Grups Antiterroristes d'Alliberament (GAL) a Baiona, Iparralde, prenent com a objectiu quatre membres de l'organització Euskadi Ta Askatasuna (ETA). Els quatre homes, de qui les forces de seguretat espanyoles sospitaven que eren membres destacats de l'organització, van ser assassinats, i una cinquena persona, aparentment sense connexió amb ETA, va ser ferida durant el tiroteig. Aquest va ser l'atemptat més letal dut a terme pels GAL, i encara que dos dels participants van ser detinguts poc després, les sospites es va dirigir cap a la possible implicació de càrrecs d'alt rang de la policia espanyola.
Aquesta massacre, al costat d'altres accions executades pels GAL, va esdevenir una qüestió d'interès públic durant la campanya electoral de les eleccions generals de 1996, quan un jutjat de l'Audiència Nacional va declarar provat que el ministre de l'Interior, José Barrionuevo, havia proporcionat fons reservats al grup parapolicial de forma irregular. Posteriorment, Barrionuevo i el seu secretari d'Estat per a la Seguretat, Rafael Vera, van ser condemnats a deu anys de presó per autoritzar un segrest i per l'apropiació indeguda de cabals públics per a finançar el terrorisme d'Estat, en un escàndol considerat un dels factors clau de la derrota del Partit Socialista Obrer Espanyol (PSOE) en els comicis generals de 1996. Tanmateix, tant els alts càrrecs del partit com el seu president, Felipe González, van negar el coneixement i la participació en els fets.

## Context
Des de mitjans de 1968, el País Basc del Nord havia estat un refugi segur per al militants d'ETA, amb part dels seus dirigents residint-hi i els comandos utilitzant el territori com a caserna per a la instrucció, infraestructura i planificació d'atemptats., fet que provocava la queixa de les autoritats espanyoles que acusaven la contrapart gal·la de no fer prou per abordar l'activitat terrorista.
Per als grups armats contraris a ETA, no va passar desapercebut que Baiona, una de les ciutats més poblades d'Iparralde, fos una de les principals bases d'ETA a l'Estat francès. La seva reacció es va fer notar des de 1975: l'abril d'aquell any, la llibreria basca Mugalde va patir un atemptat amb bomba, tot i que ningú no va resultar ferit; i el 25 de juny de 1979, Enrique Gómez Álvarez, presumpte militant d'ETA, va ser assassinat pel Batallón Vasco Español (BVE), una organització paramilitar d'extrema dreta activa des de 1975.
El BVE es va dissoldre el 1981, però a partir de 1983 els GAL van començar a cometre atemptats i segrestos amb procediments similars. El seu primer cop a Baiona va succeir el 17 d'octubre de 1983, quan van desaparèixer els presumptes membres d'ETA José Antonio Lasa i José Ignacio Zabala, els seus cadàvers mutilats van ser trobats a Alacant dos anys després. L'endemà va tenir lloc un altre intent de segrest, fallit però; i el desembre, Ramón Oñaederra, suposat militant d'ETA, i Mikel Goikoetxea, presumpte integrant de la cúpula de l'organització basca, van ser assassinats pels GAL en incidents separats. El 1985 i fins a la data de l'atemptat de l'Hotel Monbar, dues persones més van morir i sis més van resultar ferides en tres enfrontaments armats a la ciutat.

## Objectius
L'objectiu de l'atemptat eren quatre membres d'ETA que, segons les autoritats espanyoles, tenien un llarg historial dins de l'organització:
- Ignacio Asteazunzarra «Beltza» havia estat arrestat el 1973 a Loiola, però va ser alliberat per altres militants d'ETA a punta de pistola. Es creia que formava part d'un comando que havia estat particularment actiu el 1979 a la província d'Àlaba.[11]
- José María Etxaniz «Potros» es va incorporar a la militància el 1973 i va ser capturat dos anys després per la policia espanyola al costat d'altres 21 persones, amb relació a la descoberta d'una partida d'armes i explosius de grans proporcions. La policia francesa el va detenir novament el 1984. Segons fonts de la lluita antiterrorista, era el líder d'ETA militar a l'àrea de Vitòria.[12]
- Agustín Irazustabarrena «Legra» pertanyia al comando Sega d'ETA militar, segons la policia espanyola. Va fugir el 1982 i el 1984 havia estat arrestat per les forces de seguretat franceses acusat de possessió d'armes il·legals, acusació per la qual estava a l'espera de judici en el moment del seu assassinat. Es creia que estava a càrrec de les operacions transfrontereres d'ETA.
- José Sabino Etxaide havia pertangut a una cèl·lula que recollida informació per a ETA i havia fugit a l'Estat francès el 1982.

## L'atemptat
L'atemptat va tenir lloc a les 21:15 h de la nit d'un dimecres, mentre era retransmès un partit de futbol entre les seleccions d'Espanya i Islàndia. Els quatre assaltants van sortir del seu automòbil amb escopetes i metralladores i van obrir foc contra el bar. Els projectils van destrossar els cranis de tres de les seves víctimes i van ferir al cor el quart. Tres dels homes van morir a l'acte, mentre que el quart va morir poc després a l'hospital. Una cinquena persona va ser ferida amb un tret al peu, però va sobreviure.
Tres dels quatre atacants van fugir a peu pels carrers de Baiona. Foren perseguits per un grup de refugiats bascos que havia presenciat l'atemptat, dos d'ells van ser capturats i lliurats a la policia després d'haver llençat les seves armes al riu Errobi prop de l'Hotel Monbar. Els apressats eren Pierre Frugoli i Lucien Mattei, ambdós vinculats al crim organitzat de Marsella per la policia francesa. Més tard, els agents van recuperar del riu dues pistoles del calibre 9 mm. Els seus dos còmplices en el tiroteig van aconseguir escapar en un vehicle que es va trobar després abandonat a Sant Sebastià.
Els GAL en reivindicaren l'autoria en una trucada telefònica el dia després de la massacre, mentre que ETA militar va emetre una declaració confirmant que les víctimes pertanyien a l'organització.

## Reaccions
El lehendakari José Antonio Ardanza va condemnar l'atemptat: «Accions com aquesta no ens ajuden en absolut a consolidar la democràcia i a superar els problemes de violència que tenim en aquest país. Aquest atemptat provocarà una resposta i la coneguda espiral de violència». El Partit Nacionalista Basc va expressar la seva sospita que aquests atacs eren part d'una «guerra bruta» duta a terme per l'Estat espanyol. Herri Batasuna va acusar també els serveis secrets espanyols de complicitat en aquests atemptats, i va lliurar una carta de protesta al consolat francès de Bilbao, criticant el Govern gal per la inacció contra els assassins. El PSOE, en aquell moment el partit governant a Espanya, es va sumar a la condemna assenyalant que aquest tipus de «fets criminals intenten minar la convivència al País Basc i impedir la llibertat dels ciutadans». El secretari general del PSOE al País Basc, Juan Manuel Eguiagaray, va declarar que no creia que la solució a la violència d'ETA fossin «venjances entre bandes terroristes».
Euskadiko Ezkerra, el Partit Comunista d'Espanya i Aliança Popular van emetre declaracions de condemna de l'atemptat. Herri Batasuna va organitzar nombroses protestes que en ocasions van derivar en kale borroka i, en conseqüència, càrregues policials indiscriminades i detencions. També van fer una crida a la vaga general al País Basc, si bé el seguiment es va limitar a Sant Sebastià i les localitats natals dels morts.

## Judicis
El procediment judicial contra Pierre Frugoli i Lucien Mattei es va iniciar el 30 de novembre a Pau. Mattei, que havia estat excarcerat prèviament després de complir un any de condemna dels 20 per assalt armat, es va retractar de la seva confessió anterior, mentre que Frugoli va reconèixer que la seva intenció havia estat matar membres d'ETA. Va afirmar haver estat reclutat per agents dels serveis secrets d'Espanya, anomenats «Francis» i «Miguel», al bar La Samaritaine del port de Marsella. Amb Mattei, va realitzar diversos viatges a Sant Sebastià per rebre instruccions de l'atemptat, l'última vegada a l'hotel Orly de la ciutat, tres dies abans dels fets. Va afegir que Francis li havia ofert 100.000 francs per a realitzar el tiroteig i 50.000 per cada mort. Francis es va reunir amb ells a Baiona, on els va proporcionar les armes a utilitzar i les identitats de les víctimes.
Tant Frugoli com Mattei van identificar Francis com José Amedo, sotscomissari del Cos Nacional de Policia a Bilbao. Els registres de l'hotel van mostrar que Amedo s'havia allotjat a l'hotel Orly al mateix temps que Frugoli i Mattei, de manera que els jutges francesos van emetre una ordre d'arrest internacional contra Amedo, que va negar els càrrecs.
El 2 de desembre de 1987, ambdós processats van ser condemnats a cadena perpètua, amb la recomanació que Mattei complís una condemna de no menys de 18 anys de presó, mentre que la sentència de Frugoli es va reduir posteriorment a 20 anys. Els seus còmplices no van ser mai identificats.
Els advocats de l'acusació sospitaven que el Miguel que havia reclutat als mercenaris era Michel Domínguez, un agent de policia espanyol d'ascendència francesa que treballava amb Amedo. L'abril de 1990, un cambrer de l'hotel Londres i un empleat de seguretat del Casino Kursaal de Sant Sebastià van declarar haver vist a Amedo i Domínguez en diverses ocasions en companyia de Mattei i altres mercenaris dels GAL.
El març de 1991, el cas contra Amedo i Domínguez en relació amb l'atemptat de l'Hotel Monbar va ser arxivat a causa de la manca de proves, tot i que el setembre del mateix any ambdós van ser sentenciats a 108 anys de presó per organitzar altres accions dels GAL. El novembre de 1994, el jutge de l'Audiència Nacional Baltasar Garzón va reobrir el cas Monbar, imputant a tres persones més: Julián Sancristóbal, que havia estat director general de Seguretat de l'Estat; Juan Alberto Perote, excap de l'Agrupació Operativa de Mitjans Especials del CESID, i Francisco Álvarez, excap del Comandament Únic per a la lluita contraterrorista. Tots van negar els càrrecs i el cas es va tancar una altra vegada l'octubre de 2001. Garzón va manifestar que, tot i que existien sospites fundades sobre la participació d'alguns dels encausats, no hi havia proves suficients per a processar-los.

## Conseqüències
El periodista Paddy Woodworth va argumentar que «la campanya dels GAL va causar que molts bascofrancesos veiessin els refugiats com a causants d'un ràpid declivi en l'economia local, especialment pel que fa al turisme, a mesura que es difonia la notícia que els bars i bulevards dels centres turístics costaners de la regió eren ara objectiu d'un grup terrorista». En conseqüència, l'administració francesa va començar a canviar la seva postura cap als refugiats, augmentant la cooperació transfronterera amb els seus homòlegs espanyols. Això va ocasionar la deportació dels militants d'ETA a altres països i l'establiment de majors restriccions pels que s'hi van quedar.
A mesura que el cas Monbar i altres semblants van sortir a la llum, l'assumpte dels GAL es va tornar cada vegada més controvertit en la dècada de 1990, aixecant dubtes sobre si els membres de el Govern espanyol i de les forces de seguretat de l'Estat havien tingut coneixement sobre les operacions del grup en llocs com Baiona i en quina mesura havien donat suport i finançat els atemptats. L'escàndol va aconseguir centrar l'atenció mediàtica durant la campanya electoral de 1996, quan el ministre d'Interior, José Barrionuevo, i el seu secretari d'Estat per a la Seguretat, Rafael Vera, es van veure implicats en les investigacions. El 1998, ambdós van ser condemnats a 10 anys per aprovar un segrest i per la malversació de fons per a finançar els GAL. Juntament amb diversos escàndols de corrupció i l'impacte de la crisi econòmica de 1993, el terrorisme d'Estat és considerat un factor clau en la derrota electoral del PSOE.
Posteriorment, el govern de Mariano Rajoy va impedir que els familiars de les víctimes fossin reconeguts com a víctimes del terrorisme i fossin tractats de la mateixa manera que les víctimes d'ETA. Tal com va certificar la publicació, durant el mes de juny de 2020, d'un informe classificat de la CIA amb data de gener de 1984, els GAL van ser impulsats pel govern del PSOE i les clavegueres de l'Estat. Això no obstant, la formació d'una comissió d'investigació sobre la responsabilitat de Felipe González en la creació i l'activitat dels GAL fou rebutjada, finalment, per la mesa del Congrés dels Diputats.

### En la cultura popular
Kortatu, el grup de rock radical basc, va dedicar la cançó «Hotel Monbar» a les víctimes d'aquest atemptat, cançó que forma part de l'àlbum de El estado de las cosas (1986), evocant les «Campanades a Morts» de Lluís Llach (que, al seu temps, recordaven a les víctimes de la massacre del 3 de març de 1976 a Vitòria durant una vaga obrera): Han vuelto a sonar, campanadas a la muerte, en el Hotel Monbar, campanadas a la muerte, cuatro charcos rojos, campanadas a la muerte... El cantant del grup, Fermin Muguruza, explicà en una entrevista que es trobava a Baiona i va estar amb alguns dels que serien assassinats el mateix dia dels fets.